# Seznam osebnosti iz Mestne občine Kranj
Seznam osebnosti iz Mestne občine Kranj vsebuje osebnosti, ki so se tu rodile, delovale ali umrle.
Mestno občino Kranj sestavljajo naselja: Babni Vrt, Bobovek, Brdo pri Kranju, Breg ob Savi, Britof, Čadovlje, Čepulje, Golnik, Goriče, Hrastje, Ilovka, Jama, Jamnik, Javornik, Kokrica, Kranj, Lavtarski Vrh, Letenice, Mavčiče, Meja, Mlaka pri Kranju, Nemilje, Njivica, Orehovlje, Pangršica, Planica, Podblica, Podreča, Povlje, Praše, Predoslje, Pševo, Rakovica, Rupa, Spodnja Besnica, Spodnje Bitnje, Srakovlje, Srednja vas - Goriče, Srednje Bitnje, Suha pri Predosljah, Sveti Jošt nad Kranjem, Šutna, Tatinec, Tenetiše, Trstenik, Zabukovje, Zalog, Zgornja Besnica, Zgornje Bitnje, Žabnica, Žablje

## Kultura in umetnost

### Glasba
- Alojz Ajdič, skladatelj, leta 1973 je postal ravnatelj Glasbene šole Kranj (1939, Fojnica, Sarajevo)
- Berta Ambrož, slovenska pevka zabavne glasbe, prva predstavnica Slovenije na Pesmi Evrovizije (1944, Stražišče pri Kranju – 2003, Ljubljana)
- Peter Ambrož, pevec, tenorist, deloval je v Prešernovem gledališču Kranj in pel v zboru France Prešeren (1938, Stražišče pri Kranju)
- Saša Atanasov, glasbenik, pesnik (1978, Kranj)
- Janko Bajt, kulturni, glasbenik, med ustanovitelji okteta v Savi (1935, Laniše, Poljanska dolina – 2021)
- Vera Belič, violinistka, ves čas šolanja in študija je živela v Kranju (1954, Ljubljana)
- Gašper Bertoncelj, glasbenik, bobnar (1978, Kranj)
- Jurij Blatnik, glasbenik, organist, skladatelj (1693, Kranj – ?)
- Mateja Blaznik, glasbenica, pesnica (1967, Kranj)
- Dalaj Eegol, glasbenik, ilustrator, multimedijski umetnik (1973, Kranj)
- Norma De Saint Picman (Nataša Pičman), intermedijska umetnica Noravisionsolar, slikarka, kiparka, OS France Preseren, Gimnazija Kranj, razstave (*1963, Kranj)
- Saša Einsiedler, pevka zabavne glasbe, radijska in televizijska napovedovalka (1967, Kranj)
- Leon Engelman, pianist, pedagog (1930, Kranj)
- Matevž Fabijan, muzikolog, zborovodja, ustanovitelj Akademskega komornega zbora Kranj (danes APZ France Prešeren) (1933, Zgornja Besnica)
- Primož Grašič, kitarist (1968, Kranj)
- Sanja Grohar, pevka, fotomodelka, televizijska voditeljica, mis, vplivnica (1984, Kranj)
- Ignacij Hladnik, zborovodja, skladatelj (1865, Križe, Tržič – 1932, Novo mesto)
- Tone Janša, saksofonist, flavtist, skladatelj, dirigent, profesor, živi v Kranju (1943, Ormož)
- Pavel Knobl, orglar, skladatelj, pesnik, kot učitelj, cerkovnik in organist je delal v Kranju (1765, Orehek, Postojna – 1830, Tomaj)
- Peter Lipar, skladatelj, dirigent, pedagog (1912, Mengeš – 1980, Kranj)
- Vera Majdič, pevka, sopranistka, pedagoginja (1898, Kranj – 1994, Radovljica)
- Andreja Markun, pianistka (1974, Kranj)
- Deja Mušič, slovenska glasbenica, radijska in televizijska voditeljica (1962, Ljubljana)
- Tomaž Pengov, kantavtor, glasbenik (1949, Ljubljana – 2014, Golnik)
- Miha Pogačnik, violinist (1949, Kranj)
- Uroš Rakovec, kitarist, skladatelj (1972, Kranj)
- Marjan Rus, operni pevec, koncertni pevec, basist (1905, Kranj – 1974, Kranj)
- Silvester Singl, pianist, jazzist (1937, Ljubljana)
- Niko Štritof, skladatelj, pesnik, prevajalec, dirigent (1890, Ljubljana – 1944, Ljubljana)
- Andrej Šifrer, glasbenik (1952, Kranj)
- Manca Špik, slovenska pevka (1980, Kranj)
- Rastislav Rastko Tepina, lajnar, kulturni delavec, igralec (1959, Kranj)
- Simon Tomaževec, glasbenik, skladatelj (1805, Zgornja Besnica – ?, Rusija)
- Matjaž Vlašič, pevec, kitarist, pisec besedil, skladatelj zabavne glasbe (1971, Kranj)
- Urša Vlašič, tekstopiska, profesorica glasbe, živi v Kranju (?)
- Marta Zore, glasbenica, skladateljica, saksofonistka (1964, Kranj)
- Matjaž Zupan – MZ Hektor, glasbenik, predsednik SAZAS (1967, Kranj)
- Tanja Žagar, slovenska pevka, pianistka in glasbena profesorica (1982, Kranj)
- Martin Železnik, glasbenik, skladatelj, orglavec, glasbeni pedagog (1891, Velike Brusnice – 1962, Kranj)
- Janko Žirovnik, zbiratelj ljudskih pesmi, glasbenik, šolnik, sadjar (1855, Kranj – 1946, Kranj)

### Gledališče in film
- Boris Brunčko, slovenski gledališki igralec, režiser (1919, Celje – 1982, Golnik)
- Sebastijan Cavazza, slovenski gledališki in filmski igralec (1973, Kranj)
- Marjan Ciglič, režiser, fizik (1944, Golnik)
- Ivo Godnič, igralec, zaposlen je bil v Prešernovem gledališču v Kranju (1963, Ljubljana)
- Božo Grlj, režiser, scenarist, fotograf (1958, Kranj)
- Boštjan Hladnik, filmski režiser (1929, Kranj – 2006, Ljubljana)
- Angelca Hlebce, gledališka in filmska igralka (1922, Stražišče pri Kranju – 2005, Ljubljana)
- Brane Ivanc – Smrčkov, slovenski igralec (1937, Sodražica – 1991, Golnik)
- Vesna Jevnikar, igralka, gimnazijo je obiskovala v Kranju (1964, Ljubljana)
- Nataša Konc Lorenzutti, igralka, pesnica, mladinska pisateljica (1970, Kranj)
- Saša Kump, režiser, lutkar, scenograf (1924, Ljubljana – 1992, Kranj)
- Bernarda Oman, gledališka in filmska igralka, otroštvo in mladost je preživela v Stražišču pri Kranju (1959, Novo mesto)
- Tine Oman, igralec (1947, Stražišče pri Kranju)
- Mitja Okorn, televizijski režiser, scenarist (1981, Kranj)
- Peter Malec, gledališki režiser (1909, Kranj – 1986, Ptuj)
- Nedeljka Pirjevec, gledališka igralka, pisateljica, prevajalka (1932, Cerkno – 2003, Golnik)
- Pavle Rakovec – Rači, slovenski igralec (1943, Struževo)
- Vesna Slapar, gledališka in filmska igralka (1974, Kranj)
- Osip Šest, slovenski gledališki režiser, igralec, pedagog in publicist (1893, Metlika – 1962, Golnik)
- Božo Šprajc, igralec, scenarist, režiser (1947, Stražišče pri Kranju – 1998, Kranj)
- Milan Štefe, dramski igralec (1969, Kranj)
- France Štiglic, filmski režiser, publicist (1919, Kranj – 1993, Ljubljana)
- Aliash Tepina, slovenski filmski igralec, producent (1981, Kranj)
- Franc Trefalt, igralec (1903, Koprivnica – 1998, Kranj)
- Franek Trefalt, igralec, novinar (1931, Kranj – 2015, Ljubljana)
- Marina Urbanc, slovenska filmska igralka (1957, Kranj)
- Matija Vastl, gledališki in filmski igralec (1975, Kranj)
- Jože Vunšek, igralec (1948, Ljubljana)

### Književnost
- Jernej Antolin Oman, pesnik, pisatelj (1991, Kranj)
- Mihael Arh, dramatik, glasbenik, duhovnik, (1676, Kranj – ok. 1732, Krško)
- Drago Bajc, pesnik, gimnazijo je obiskoval v Kranju (1904, Vipava – 1928, Bilje)
- Jasmin B. Frelih, pisatelj, prevajalec (1986, Kranj),
- Franc Belčič, mladinski pisatelj, psiholog, strokovnjak na kadrovskem področju (1945, Kranj)
- France Bevk, pisatelj, pesnik, prevajalec, urednik, politik (1890, Zakojca – 1970, Ljubljana)
- Peter Bohinjec, pisatelj in organizator katoliških prosvetnih društev, gospodarskih zadrug in hranilnic (1864, Visoko pri Kranju – 1919, Spodnje Duplje)
- Matjaž Chvatal, pisatelj, publicist, fotograf, založnik, otroštvo in mladost je preživel v Kranju (1960, Ljubljana)
- Benvenut Crobath, pesnik, duhovnik, redovnik, frančiškan (1805, Stražišče pri Kranju – 1880, Ljubljana)
- Gregor Čušin, dramatik, igralec, režiser (1970, Kranj)
- Leon Engelman, pisatelj (1841, Kranj – 1862, Novo mesto)
- Fran Saleški Finžgar, ekspozit pri sv. Joštu 1899 (1871, Doslovče – 1962, Ljubljana)
- Iztok Geister, pesnik, pisatelj, esejist, pravnik, ornitolog, ekolog, v mladosti je živel v Kranju, 1968–1981 je bil zaposlen na Visoki šoli za organizacijo dela Kranj (1945, Laško)
- Berta Golob, pisateljica, pesnica, knjižničarka, lektorica, učiteljica (1932, Kranj)
- Borut Golob, romanopisec (1964, Kranj)
- Boštjan Gorenc, pisatelj, prevajalec, podcaster, komik, igralec (1977, Kranj)
- Jurij Grabner, pesnik, 1843–1848 katehet in ravnatelj šole pri kapucinih v Kranju (1806, Šentjernej – 1862, Ljubljana)
- Herbert Grün, dramatik, 1951–1953 umetniški vodja in dramaturg Prešernovega gledališča (1925, Ljubljana – 1961, Celje)
- Ivan Jan, partizanski pisec (1921, Rečica pri Bledu – 2007, Kranj)
- Marjetka Jeršek, pisateljica, slikarka (1961, Kranj)
- Simon Jenko, pesnik, pisatelj (1835, Podreča – 1869, Kranj)
- Janez Juvan, pesnik, fotograf (1936, Kranj – 2017, ?)
- France Kadilnik, turistični pisec, imel je trgovino v Kranju (1825, Krško – 1908, Ljubljana)
- Zdravko Kaltnekar, pesnik, pisatelj, publicist, popotnik, profesor, doktor znanosti (1929, Križe, Tržič – 2013, Kranj)
- Janko Kersnik, pisatelj, politik, notar, zadnje mesece pred smrtjo se je zdravil v Kranju (1852, Brdo pri Lukovici – 1897, Ljubljana)
- Vladimir Julij Kogoj, mladinski pisatelj, 2. razred gimnazije je opravil v Kranju (1905, Cerkno – ?)
- Nina Kokelj, pisateljica (1972, Kranj)
- Emanuel Kolman, pesnik, pisatelj, dramatik, gimnazija v Kranju (1917, Radovljica – 1987, Radovljica)
- Miklavž Komelj, pesnik, umetnostni, literarni zgodovinar (1971, Kranj)
- Josip Korban, mladinski pisatelj, tri razrede gimnazije je končal v Kranju (1883, Šentvid pri Stični – 1966, Ljubljana)
- Miško Kranjec, v hišici na Javorniku pod Joštom je 1958 napisal knjigo novel Mesec je doma na Bladovici (1908, Velika Polana – 1983, Ljubljana)
- Milan Krsnik, pesnik, novinar, urednik, igralec (1956, Kranj)
- Martin Kuralt, pesnik, duhovnik (1757, Žabnica – 1845, Mirov, Češka)
- Aleksander Leskovec, pesnik (1976, Kranj)
- Anton Leskovec, dramatik, pisatelj (1891, Škofja Loka – 1930, Ljubljana)
- Vladimir Levstik (rojen Ciril Levstik), pisatelj, pesnik, prevajalec, 1919–1924 se je zdravil v Stražišču (1886, Šmihel nad Mozirjem – 1957, Celje),
- Pavel Lužan, pisatelj in dramaturg (1946, Kranj)
- Mimi Malenšek, pisateljica, prevajalka, šolanje v Kranju (1919, Dobrla vas – 2012, Ljubljana)
- Valentin Mandelc, pripovednik, prevajalec (1837, Kranj – 1872, Karlovec)
- Ida Mlakar, otroška pisateljica (1956, Kranj)
- Janez Mencinger, slovenski pisatelj, prevajalec, odvetnik, 1871–1882 samostojni odvetnik v Kranju, občinski odbornik, predsednik čitalnice (1838, Brod pri Bohinjski Bistrici – 1912, Krško)
- Joži Munih Petrič, pisateljica, živela je v Kranju, tu je tudi pokopana (1906, Bohinjska Bistrica – 1996, Ljubljana)
- Maša Nahtigal, pisateljica (1991, Kranj)
- Tanja Nežmah Dolinšek, pesnica (1970, Kranj)
- Janez Okorn, pesnik, gimnazija v Kranju (1901, Zgornja Luša – 1925, Ljubljana)
- Janko Pajk, verzolog, urednik in polemik, mož pisateljice Pavline Pajk, v Kranju učil 1864–1866 (1837, Kaplja vas pri Preboldu – 1899, Ljubljana)
- Rudolf Pečjak, mladinski pisatelj, pedagoški pisec, šolnik, l. 1924 okrajni šolski nadzornik (1891, Hinje – 1961, Ljubljana)
- Tone Perčič, pisatelj, prevajalec, zaposlen kot vodja knjižnice Fakultete za organizacijske vede (1954, Ljubljana)
- Radivoj Peterlin-Petruška, pesnik, urednik, popotnik, potopisec, višja gimnazija v Kranju (1879, Kamnik – 1938, Kamnik)
- Majda Peterlin (rojena Vida Brest), pisateljica, pesnica, novinarka, ureddnica, učiteljica (1925, Šentrupert – 1985, Golnik)
- Eva Petrič, umetnica, romanopiska (1983, Kranj)
- Boris Pintar, pisatelj, esejist (194, Kranj)
- Alfonz Pirec, pripovednik (1800, Moškanjci – 1909, Kranj)
- Bojan Pisk, pesnik, knjižničar, urednik (1933, Ljubljana – 2008, Golnik)
- Klemen Pisk, pesnik prevajalec iz poljščine in litovščine, glasbenik (1973, Kranj)
- Blaž Potočnik, pesnik, pisec, časnikar, narodni buditelj, duhovnik (1799, Struževo – 1872, Šentvid)
- Ivan Pregelj, književnik, gimnazijski profesor v Kranju 1912–1924 (1883, Most na Soči – 1960, Ljubljana)
- France Prešeren, pesnik (1800, Vrba na Gorenjskem – 1849, Kranj)
- Mirko Pretnar, pesnik (1898, Kranj – 1962, ?)
- Marijan Pušavec, stripar, pripovednik (1962, ?)
- Jure Rejec, pesnik (1966, Kranj)
- Franc Josip Remec, prevajalec (1850, Rupa, Kranj – 1883, Ljubljana)
- France Remec, dramatik, prevajalec (1846, Kranj – 1917, Ljubljana)
- Franc Rojec, mladinski pisatelj, delal v pisarni kranjskega advokata Štempiharja (1867, Sela pri Šumberku – 1939, Ljubljana)
- Fran Roš, pesnik, pisatelj, dramatik (1898, Kranj – 1976, Celje)
- Ivan Rozman, pisatelj, dramatik, esejist, publicist (1873, Kranj – 1960, Ljubljana)
- René Sansoni, pesnik (1985, Kranj)
- Breda Smolnikar – Gospa, pisateljica, podjetnica, šolanje v Kranju, tu je živela (1941, Herceg Novi)
- Gustav Strniša, pesnik, pisatelj, gledališki igralec (1887, Kranj – 1970, Ljubljana)
- Leopold Suhodolčan, pisatelj (1928, Žiri – 1980, Golnik)
- Tone Svetina, pisatelj, kipar, zgodovinar, šolal se je v Kranju (1925, Bled – 1998, Bled)
- Rudi Šeligo, slovenski pisatelj, dramatik, esejist in politik, l. 1962 se je zaposlil na Zavodu za proučevanje organizacije dela in izobraževanje kadrov v Kranju, predaval je statistiko na Visoki šoli za organizacijo dela (zdaj FOV) (1935, Sušak – 2004, Ljubljana)
- Joža Šeligo, pesnik, delal v Stražišču kot gozdni delavec (1911, Preserje – 1941, Preserje)
- Tone Šifrer, pesnik, pripovednik, esejist, literarni kritik (1911, Žabnica – 1942, Mauthausen, Avstrija)
- Saša Škufca, mladinski pisatelj, časnikar, zaposlil kot računovodja v Kranju (1922, Drenov Grič – 1964, ?)
- Jaroslav Štoviček, hrvaški pisatelj, uradnik in komercialist v Kranju (1904, Leskovec pri Krškem – 1975, Zagreb)
- Ksenija Šoster Olmer, pesnica, prevajalka, publicistka (1961, Kranj)
- Ivan Tavčar, pisatelj, odvetnik, politik, 1877–1880 koncipient pri Janezu Mencingerju, predsednik Narodne čitalnice v Kranju (1851, Poljane nad Škofjo Loko – 1923, Ljubljana)
- Janko Tišler, zgodovinski pisec (1923, Golnik – 2007, ?)
- Matej Tonejec, planinski pisatelj, nižjo gimnazijo končal v Kranju (1846, Zgornje Gorje – 1882, Zgornje Gorje)
- Ivan Toporiš, pesnik, pisatelj, gledališki igralec, pevec, 1881–1883 gimnazija v Kranju (1867, Tržič – 1915, Novo mesto)
- Josipina Turnograjska, pisateljica, pesnica in skladateljica, pogosto je zahajala v Kranj (1833, Preddvor – 1854, Gradec)
- Vojteh Ullrich, pesnik (1862, Javornik – 1881, Kranj)
- Matija Valjavec, pesnik, pripovednik, jezikoslovec, zbiralec ljudskega slovstva, prevajalec, obiskoval osnovno šolo v Kranju (1831, Srednja Bela – 1897, Zagreb)
- Zlata Volarič, pesnica, pisateljica, ilustratorka (1930, Maribor – 2008, Kranj)
- Saša Vrandečič, mladinska pisateljica (1975, Kranj)
- France Vurnik, pesnik, kritik, prevajalec, urednik, gimnazija v Kranju (1933, Radovljica)
- Franci Zagoričnik, pesnik, esejist, prevajalec (1933, Duga Resa – 1997, Golnik)
- Ifigenija Zagoričnik Simonović, slovenska pisateljica, samostojna kulturna delavka, pesnica, prevajalka (1953, Kranj)
- Dane Zajc, slovenski pesnik, dramatik in esejist (1929, Zgornja Javorščica – 2005, Golnik)
- Jožef Zazula, pesnik, publicist, fotograf, gimnazija v Kranju (1870, Idrija – 1944, Bjelovar, Hrvaška)
- Pavle Zidar, pisatelj, pesnik, 1950–1951 šolanje v Kranju (1932, Slovenski Javorniki – 1992, Ljubljana)
- Janez Zupan, pisatelj (1944, Golnik)
- Janez Žmavc, dramatik, dramaturg, knjižničar, 1953–1955 dramaturg v Prešernovem gledališču (1924, Šoštanj – 2019, Slovenj Gradec)
- Branko Žužek, pesnik, pisatelj, prevajalec (1921, Ljubljana – 2001, Golnik)

### Prevajalstvo
- Miro Bajt, prevajalec, organizator dela, samostojni kulturni delavec (1950, Ljubljana)
- Alenka Bole Vrabec, prevajalka iz španščine (1937, Kranj)
- Primož Debenjak, prevajalec Valvasorja (1965, Kranj)
- Karel Dobida, prevajalec francoske literarne klasike (1896, Kranj – 1964, Gradec)
- Darja Dominkuš, prevajalka, dramaturginja, igralka (1959, Kranj)
- Viktor Eržen, prevajalec (1857, Razdrto – 1881, Ljubljana)
- Dušan Ogrizek, prevajalec, pravnik (1940, Kranj)
- Arven Šakti Kralj Szomi, prevajalka, fotografinja, vizualna umetnica (1974, Kranj)
- Jožef Šubic, prevajalec, publicist (1802, Mokronog – 1861, Maribor)
- Urban Vovk, kritik, prevajalec, esejist, pisatelj (1971, Kranj)
- Dušan Željeznov, prevajalec, 1960–1962 učil na osnovni šoli Staneta Žagarja (1927, Ljubljana –1995, Ljubljana)
- Ladislav Žimbrek, hrvaški in slovenski prevajalec, pisatelj, učil na gimnaziji 1928/1929 (1901, Bednja – 1972, Zagreb)

### Slikarstvo
- Milan Batista, slikar, grafik, likovni pedagog (1924, Logatec – 2010, Golnik)
- Marjan Belec, slikar, kipar (1918, Ljubljana – 2001, Kranj)
- Franc Bešter, slikar, učitelj likovne vzgoje (1957, Zgornja Besnica)
- Matija Bradaška, slikar, rezbar, fotograf (1852, Lučine – 1915, Kranj)
- Damijan Cavazza, slovenski akademski slikar, scenograf, kostumograf, grafični oblikovalec (1973, Kranj)
- Josip Egartner, slikar (1809, Sovodenj, Špital ob Dravi, Avstrija – 1849, Kranj)
- Alojzij Goetzl, podobar, slikar (1820, Kranj – 1905, Kranj)
- Franc Serafin Goetzl, slikar, podobar (1783, Kranj – 1855, ?)
- Gašpar Luka Goetzl, slikar (1782, Kranj – 1857, ?)
- Karel Goetzl, slikar, podobar (1816, Kranj – 1857, ?)
- Leopold Goetzl, podobar (1817, Kranj – 1825, ?)
- Klementina Golija, slovenska slikarka, grafičarka (1966, Jesenice)
- Theodor Illek, vizualni umetnik, performer, pesnik (1984, Kranj)
- Sanela Jahić, slikarka (1980, Kranj)
- Irena Jeras Dimovska, slikarka, restavratorka (1960, Kranj)
- Biserka Komac, slikarka, fotografinja, oblikovalka vizualnih komunikacij (1949, Kranj)
- Karol Kuhar, slikar (1952, Spodnja Besnica)
- Josip Layer, slikar (1688, Kranj – 1744, Kranj)
- Leopold Layer, slikar (1752, Kranj – 1828, Kranj)
- Marko Layer, slikar (1727, Kranj – 1808, Kranj)
- Ivan Michor, slikar (ok. 1626, ? – 1686, Kranj)
- Mojca Osojnik, slikarka, ilustratorka, pisateljica (1970, Kranj)
- Agata Pavlovec, slikarka, ilustratorka (1973, ?)
- Mirna Pavlovec, slikarka (1953, Kranj)
- Andrej Pibernik, slikar, grafik, kipar, restavrator (1961, Kranj – 2011, Šempeter, Nova Gorica)
- Marij Pregelj, slikar (1913, Kranj – 1967, Ljubljana)
- Zmago Puhar, slikar, grafik, pedagog, ilustrator (1952, Kranj)
- Ljubo Ravnikar, slikar, akvarelist (1905, Ljubljana – 1979, Kranj)
- Nejč Slapar, slikar, glasbenik, režiser (1945, Stražišče pri Kranju)
- Hinko Smrekar, slikar (1883, Ljubljana – 1942, Ljubljana)
- Janez Krstnik Starabačnik, slikar (1657, Kranj – 1743, Kranj)
- Janez Stimmer, podobar (1753, ? – 1835, Kranj)
- Veselka Šorli Puc, slikarka, pisateljica, likovna kritičarka (1949, Kranj – 2017, Krajna vas)
- Maruša Štibelj, slikarka, vizualna umetnica (1985, Kranj)
- Hans Balthasar Tiringer, rezbar, slikar (1643, Kranj – 1690, ?)
- Jože Trobec, slikar, karikaturist, iluminator (1948, Kranj)
- Marko Tušek, slikar (1964, Kranj)
- Klavdij Tutta, slovenski slikar, grafik (1958, Postojna)
- Kaja Urh, akademska slikarka (1988, Kranj)
- Uroš Vagaja, oblikovalec, scenograf, slikar, arhitekt (1920, Kranj – 1971, Ljubljana)
- Janez Verbnik, kipar (1733, Kranj – 1805, Dob)
- Franc Vozelj, akademski slikar (1954, Kranj)

### Kiparstvo
- Lojze Dolinar, kipar, spomeniško delo Spomenik revolucije v Kranju, kamor se je preselil po upokojitvi (1893, Ljubljana – 1970, Ičići)
- Nikolaj Pirnat, kipar, slikar, ilustrator, gimnazija v Kranju (1903, Idrija – 1948, Ljubljana)
- Marko Pogačnik, kipar (1944, Kranj)
- Vinko Tušek, kipar, grafik, slikar (1936, Ljubljana – 2011, Kranj)
- Jože Volarič, kipar, haikuist (1932, Banova Jaruga, Hrvaška – 2012, Kranj)
- Janez Vrbnik, kipar (1733, okolica Kranja – 1805, Dob, Domžale)
- Valentin Vrbnik, kipar (1714, Kranj – 1799, Kranj)

### Arhitektura
- Vladimir Brezar, arhitekt, univerzitetni profesor, projektiral je cerkev sv. Modesta v Kranju na Zlatem polju (1935, Kranj)
- Peter Fister, arhitekt, profesor, 1966–1974 je bil arhitekt-konzervator na Zavodu za varstvo kulturne dediščine Kranj (1940, Celje)
- Ferdinand Jocif, arhitekt (1925, Tržič – 1970, Jeprca)
- Alenka Kham Pičman, arhitektka, slikarka, grafičarka, industrijska oblikovalka (1932, Ljubljana)
- Ciril Metod Koch, arhitekt (1867, Kranj – 1925, Ljubljana)
- Ciril Oblak, arhitekt (1934, Kranj)
- Jože Plečnik, arhitekt (1872, Ljubljana – 1957, Ljubljana)
- Edvard Ravnikar, arhitekt (1907, Novo mesto – 1993, Ljubljana)
- Maks Strenar, arhitekt (1901, Trst – 1968, Kranj)
- Aleš Šeligo, arhitekt (1961, Kranj)
- Marjan Šorli, arhitekt (1915, Kranj – 1975, Golnik)

### Fotografija
- Marjan Ciglič, fotograf, partizan (1924, Kranj – 1998, Ljubljana)
- Vekoslava Kokalj – Veka, fotografinja, filmska snemalka (1927, Kranj – 2006, Kranj)
- Janez Marenčič, fotograf (1914, Kranj – 2007, Kranj)
- Kristijan Pajer, fotograf, popotnik, učitelj (1839, Kranj – 1895, Ljubljana)

### Drugo
- Leopoldina Bogataj, novinarka, urednica, 1970–2001 novinarka Gorenjskega glasa (1946, Kladje – 2013, Kladje)
- Janez Dolinar, radijski in televizijski voditelj, napovedovalec, živi na Primskovem pri Kranju (1954, Ljubljana)
- Matjaž Chvatal, publicist, fotograf, založnik, jamar, otroštvo in mladost je preživel v Kranju (1960, Ljubljana)
- Peter Colnar, novinar, trener, publicist, urednik Gorenjskega glasa Kranj, prvi dopisnik iz Gorenjske, direktor Radia Kranj (1937, Kranj)
- Ludvik Erjavec, knjižničar, pobudnik ustanovitve Osrednje Knjižnice Kranj (1893, ? – 1967, Kranj)
- Ivan Fugina, knjižničar, igralec, režiser, publicist, vodja Študijske knjižnice (1900, Predstruga – 1970, Kranj)
- Marko Jenšterle, novinar (1985, Kranj)
- Ajda Kalan, radijska in televizijska voditeljica, napovedovalka (1943, Ljubljana – 2014, Kranj)
- Henrik Neubauer, baletnik solist, baletnik, koreograf (1929, Golnik)
- Aljana Primožič, karikaturistka, zaposlena v Gorenjskem tisku (1954, Ljubljana)
- Zoran Smiljanić, publicist, stripar, ilustrator, scenarist (1961, Postojna)
- Marija Šolar, kulturnica, etnografija, slikarka (1946, Zgornja Besnica)

## Humanistika, družboslovje in znanost
- Kozma Ahačič, literarni zgodovinar, jezikoslovec (1976, Kranj),
- Cene Avguštin umetnostni zgodovinar, ravnatelj, muzejski svetovalec, disertacija Zgodovinsko-urbanistični in arhitekturni razvoj Kranja (1923, Radovljica – 2010, Radovljica)
- Franc Benedik, muzealec, zgodovinar, geograf, ravnatelj Gorenjskega muzeja (1944, Kranj)
- Ivan Bernik, filozof (1871, Šmarjetna Gora – 1897, Ljubljana)
- Marija Bešter Rogač, kemičarka, univerzitetna profesorica (1958, Zgornja Besnica, Kranj)
- Franjo Bradaška, zgodovinar (1829, Kranj – 1904, Zagreb)
- Marja Boršnik, literarna zgodovinarka, živela na Drulovki (1906, Borovnica – 1982, Mljet, Hrvaška)
- Dragan Božič, arheolog, profesor, raziskovalec, urednik, doktor znanosti, šolanje v Kranju (1951, Ljubljana)
- Zoran Božič, literarni zgodovinar, prešernoslovec, državni svetnik, šolanje v Kranju (1951, Ljubljana – 2021, Šempeter pri Gorici)
- Stanko Bunc, slovenski jezikoslovec, literarni zgodovinar, leksikograf, pesnik, publicist, knjižničar, prešernoslovec (1907, Kobdilj – 1969, Kranj)
- Franc Cimerman, geolog, mikropaleontolog (1933, Kranj – 2015, ?)
- Jože Debevec, dramatik in literarni zgodovinar, 1900–1910 profesor v Kranju (1867, Begunje pri Cerknici – 1938, Ljubljana)
- Mira Delavec Touhami, literarna zgodovinarka, zgodovinarka (1978, Kranj)
- Jure Demšar, fizik, univerzitetni profesor, raziskovalec (1970, Kranj)
- Jože Dežman, zgodovinar, muzealec, publicist, od l. 1978 zaposlen v Gorenjskem muzeju v Kranju (1955, Lesce)
- Davorin Dolar, kemik, profesor, raziskovalec (1921, Kranj – 2005, Ljubljana)
- Borut Janez Drinovec, mikrobiolog, doktor znanosti, profesor (1938, Kranj)
- Franc Drolc, prešernoslovec, pesnik, prevajalec, urednik, publicist, bibliotekar (1939, Motnik – 2012, Kranj)
- Mirjana Gašperlin, doktorica znanosti, univerzitetna profesorica, farmacevtka (1963, Kranj)
- Karel Glaser, literarni zgodovinar, 1874–1877 poučeval v Kranju (1845, Reka, Zgornje Hoče – 1913, Zgornje Hoče)
- Damir Globočnik, umetnostni zgodovinar, likovni kritik, muzealec, fotograf, vodja galerijske dejavnosti v Gorenjskem muzeju Kranj (1964, Jesenice)
- Ivan Grafenauer, literarni zgodovinar, učil v gimnaziji 1906–1907 (1880, Velika vas pri Šmohorju – 1964, Ljubljana)
- Miran Hladnik, literarni zgodovinar (1954, Jesenice)
- Marija Javor Briški, literarna zgodovinarka, univerzitetna profesorica (1961, Kranj)
- Francka Beba Jenčič, muzealka, umetnostna zgodovinarka, zgodovinarka, kustosinja v Gorenjskem muzeju Kranj (1948, Ljubljana – 2016, Golnik)
- Ivan Jenko, klasični filolog, slavist, profesor, pesnik, učitelj na nižji gimnaziji v Kranju (1853, Praše – 1891, Gorica)
- Jelena Justin, muzealka, filozofinja, zgodovinarka, gornica (1973, Kranj)
- Lučka Kajfež Bogataj, klimatologinja, živi v Kranju (1957, Jesenice)
- Valentin Kalan, filozof, filolog (1943, Kranj)
- Taras Kermauner, literarni zgodovinar, filozof, kritik, esejist, 1973-79 živel in ustvarjal na Drulovki (1930, Ljubljana – 2008, Ljubljana)
- Timtej Knific, arheolog, doktor znanosti, kustos svetnik, 1947–2000 živel v Kranju (1949, Trata, Škofja Loka)
- Gregor Kocijan, literarni zgodovinar, slavist, doktor znanosti, profesor, mladost je preživel v Kranju, l. 1958 je nastopil službo na Tehnični tekstilni šoli v Kranju (1933, Ljubljana – 2016, Ljubljana)
- Franc Komatar, zgodovinar (1875, Ljubljana – 1922, Kranj)
- Valentin Korun, klasični filolog, učil v Kranju 1894–1902 (1865, Glinje – 1940, Ljubljana)
- Alenka Kovšča, socialna pedagoginja, državna sekretarka, živela je v Kranju (1955, Ljubljana)
- Ivan Križnar, zgodovinar, pedagog, sekretar OK SKOJ Kranj, živel in šolal se je v Kranju (1927, Lipnica pod Dobravo pri Kropi – 2014, Ljubljana)
- Naško Križnar, etnolog, doktor znanosti, živi v Stražišču pri Kranju (1943, Ljubljana)
- Djordje Krstić, fizik, biograf, pisec humoresk (1936, Novi Sad – 2014, Kranj)
- Boris Kryštufek, biolog (1954, Kranj)
- Miloš Viljem Kus, agronom, fitopatolog, doktor znanosti, šolal se je v Kranju (1928, Talči vrh, Črnomelj)
- Nika Leben, konservatorka, umetnostna zgodovinarka, od l. 1961 živi v Kranju, dela na Zavodu za varstvo kulturne dediščine v Kranju (1952, Jesenice)
- Ernst Mally, filozof, logik (1879, Kranj – 1944, Schwanberg)
- Vincenc Malovrh, geograf, planinec, profesor (1915, Predoslje – 2000, Ljubljana)
- Mihael Markič, filozof, logik, jezikoslovec, matematik (1864, Kranj – 1939, Ljubljana)
- Miha Mohor, literarni zgodovinar, slavist, pisatelj, urednik (1945, Kranj)
- Mičo Mrkaić, economist, kolumnist (1968, Kranj)
- Narcis Mršić, biolog (1951, Kranj – 1997, Kranj)
- Anton Nosan, geolog (1922, Drulovka, Kranj – 2012, Ljubljana)
- Anka Novak, etnologinja, muzealka, kustosinja v Gorenjskem muzeju v Kranju (1932, Mala vas pri Grosupljem)
- Nikolaj Omersa, literarni zgodovinar (1878, Kranj – 1932, Kranj)
- Zdenka Pajer Likozar, biologinja, doktorica znanosti, profesorica, raziskovalka, urednica (1951, Kranj)
- Drago Papler, elektroinženir, ekonomist, publicist, predavatelj, doktor znanosti (1960, Kranj)
- Boris Paternu, prešernoslovec, literarni zgodovinar, živel je v Kranju (1926, Predgrad, Črnomelj)
- Janez Peklenik, doktor znanosti, znanstvenik, profesor, inovator, svojo kariero je začel v Kranju (1926, Tržič – 2016, Tržič)
- France Pibernik, literarni zgodovinar, pesnik, gimnazija v Kranju (1928, Suhadole – 2021, ?)
- Jože Pogačnik, literarni zgodovinar, teoretik (1933, Kovor pri Tržiču – 2002, Reka)
- Anton Polenec, zoolog (1910, Puštal – 2000, Kranj)
- Tone Pretnar, literarni zgodovinar, verzolog, prevajalec, l. 1964 maturiral na Gimnaziji Kranj (1945, Ljubljana – 1992, Katovice, Poljska)
- Anton Ramovš, geolog, paleontolog (1924, Dolenja vas – 2011, Kranj)
- Barbara Ravnik, muzealka, arheologinja, vodja Gorenjskega muzeja Kranj (1956, Jesenice)
- Janko Rogelj, pisatelj, narodni buditelj, novinar, publicist, kulturni delavec (1895, Primskovo, Kranj – 1974, Primskovo, Kranj)
- Milan Sagadin, arheolog, umetnostni zgodovinar, doktor znanosti (1951, Ljubljana)
- Gvidon Sajovic, naravoslovec (1883, Kranj – 1920, Kranj)
- Primož Simoniti, literarni zgodovinar (1936, Golnik – 2018, ?)
- Helena Gizela Stupan, slovenska filologinja, univerzitetna profesorica, doktorica arheologija (1900, Kranj – 1992, Ljubljana)
- Antonija Šifrer, zgodovinarka, rodoslovka (1899, Žabnica – 1985, Žabnica)
- Jože Šifrer, literarni zgodovinar, kritik (1922, Žabnica – 2009, Jesenice)
- Stanko Šimenc, filmski in literarni zgodovinar, prevajalec, publicist (1934, ? – 2008, Kranj)
- Ivan Škerlj, klasični filolog (1884, Kranj – 1956, Ljubljana)
- Franc Šmid, doktor znanosti, arheolog, muzealec, raziskovalec (1875, Kranj – 1951, Gradec)
- Nace Šumi, umetnostni zgodovinar (1924, Kranj – 2006, Dobeno)
- Mihael Jožef Toman, biolog (1953, Kamna Gorica)
- Josip Tominšek, literarni zgodovinar, jezikoslovec, slavist, planinec, poučeval je na gimnaziji v Kranju (1872, Bočna – 1954, Ljubljana)
- Franc Trdan, zgodovinar, publicist (1883, Sušje – 1941, Ljubljana)
- Tomi Trilar, biolog (1962, Kranj)
- Andreja Valič Zver, zgodovinarka, anglistka, doktorica znanosti, publicistka (1960, Kranj)
- Andrej Valič, arheolog (1931, Preddvor – 2003, Golnik)
- Branko Vařacha, geodet (1921, Kranj – 2002, Ljubljana)
- Peter Vencelj, univerzitetni profesor, fizik, politik (1939, Stražišče pri Kranju – 2017, Ljubljana)
- Petra Vencelj, umetnostna zgodovinarka (1967, Kranj)
- Alojz Zavrl, arhivist, zgodovinar (1927, Srednje Bitnje, Kranj)
- Marija Zlatnar Moe, univerzitetna profesorica, prevajalka (1970, Kranj)
- Anton Žabkar, profesor, publicist, vojaški časnik, obramboslovec (1935, Beograd, Srbija)
- Alenka Žbogar, literarna zgodovinarka, univerzitetna profesorica (1971, Kranj)
- Joka Žigon, literarni zgodovinar, dramatik, arhivar, bibliotekar, maturiral v Kranju (1899, Škofja Loka – 1983, Ljubljana)
- Jože Žontar, zgodovinar, arhivist (1932, Kranj)
- Majda Žontar, muzealka, zgodovinar, profesorica (1936, Ljubljana)

## Šolstvo
- France Avsec, matematik, profesor, 1964–1994 poučeval na Gimnaziji Kranj (1930, Ljubljana – 2008, Kranj)
- Slavko Brinovec, geograf, športnik, profesor, metodik (1936, Kranj – 2022)
- Valentin Burnik, šolnik (1851, Stražišče pri Kranju – 1924, Metlika)
- Vinko Cuderman, profesor slovenščine (1933, Tupaliče – 2011, Ljubljana)
- Fran Čadež, fizik, meteorolog, srednješolski učitelj (1882, Kranj – 1945, Ljubljana)
- Janez Globočnik, nabožni pisatelj, 1848 ravnatelj glavne šole in katehet, častni občan (1824, Cerklje na Gorenjskem – 1877, Gorica)
- Stanko Gogala, pedagog (1901, Kranj – 1987, Ljubljana)
- Vladimir Herle, šolnik, naravoslovec (1869, Solčava – 1932, Kranj)
- Olga Janša Zorn, zgodovinarka, bibliotekarka, profesorica, publicistka (1938, Dolenji Logatec – 2008, Kranj)
- Anton Likozar, učitelj, čebelar, občinski svetnik (1857, Primskovo pri Kranju – 1933, Ljubljana)
- Marija Marjeta Jurgele, učiteljica, pesnica (1940, Kranj)
- Makso Pirnat, biograf Koseskega, profesor 1905–1921 (1875, Zgornji Tuštanj – 1933, Ljubljana)
- Andrej Praprotnik, učitelj, pesnik, urednik (1827, Podbrezje – 1895, Ljubljana)
- Helena Puhar, pedagoginja, pisateljica, urednica (1920, Kranj – 1968, Ljubljana),
- Danica Purg, profesorica, direktorica, dekanja, politologinja (1946, Stogovci)
- Adolf Robida, profesor 1908–1910, organiziral ljudsko gledališče (1885, Ljubljana – 1928, Ljubljana)
- Frančišek Rojina, šolski upravitelj v Stražišču (1898–1925), pisal o čebelah in lovu (1867, Zgornja Šiška – 1944, Zgornja Šiška)
- Franci Rozman, bivši ravnatelj Gimnazije Kranj, matematik, politik (1965, Kranj)
- Edin Saračević, učitelj, pesnik (1964, Ljubljana)
- Janko Sicherl, pedagog, smučarski učitelj, planinec (1900, Trzin – 1986, Kranj)
- Minka Skaberne, učiteljica (1882, Kranj – 1965, Ljubljana)
- Helena Stupan, šolnica (1900, Kranj – 1992, Ljubljana)
- Stane Šinkovec, profesor, kemijski tehnolog, direktor (1923, Kranj – 2009, Kranj)
- Anton Vadnal, poučeval na gimnaziji 1900/1901 (1876, Borovnica – 1935, Šentožbolt)
- France Zupan, šolnik, prevajalec (1907, Kovor – 1958, Trst)
- Ivo Zorman, pisatelj, učitelj v Stražišču (1926, Gora pri Komendi – 2009, Kamnik)
- Marija Žagar, slavistka, profesorica (1921, Jesenice – 1998, Kranj)
- Andrej Žumer, šolnik (1847, Podhom – 1903,Kranj)

## Religija
- Andrej Albrecht, duhovnik, nabožni pisatelj (1782, Idrija – 1848, Novo mesto)
- Friderik Baraga, slovenski misijonar, škof, popotnik, slovničar, kandidat za svetnika (1797, Knežja vas – 1868, Marquette, Michigan)
- Janez Bedenčič, duhovnik, nabožni pisatelj, kot kaplan je do 1803 služboval v Kranju (1777, Zgornja Šiška – 1843, Kranj)
- Metod Benedik, teolog, urednik starih tekstov (1943, Stražišče pri Kranju)
- Anton Berce, prevajalec, duhovnik (1860, Mošnje – 1922, Kranj)
- Valentin Bernik, duhovnik (1861, Stražišče pri Kranju – 1927, Komenda)
- Franc Bleiweis, duhovnik, nabožni pisec (1869, Naklo – 1955, Mošnje)
- Jože Friderik Crobath, teolog, profesor (1795, Kranj – 1877, Kranj)
- Janez Evangelist Fabijan, teolog, duhovnik, filozof, profesor (1889, Zgornja Besnica – 1967, Ljubljana)
- Janez Gogala, teolog, duhovnik, kanonik (1825, Kranj – 1884, Ljubljana)
- Hipolit, filolog, nabožni pisec, leksikograf, prevajalec, duhovnik, redovnik, kapucin (1667, Novo mesto – 1722, Kranj)
- Mihael Hofman, duhovnik, nabožni pisatelj (1755, Ljubljana – 1826, Ljubljana)
- Vojteh Hybášek, duhovnik, književnik, glasbenik češkega rodu (1873, Ruženo, Moravska, Češka – 1947, Ljubljana)
- Franc Jaklič, nabožni pisatelj, 1933–1935 gimnazijski katehet (1892, Andol – 1967, Milwaukee, Wisconsin, ZDA)
- Chatzpeck Jakob, iluminator (zač. 15. st.)
- Placid Javornik, biblicist, teolog, duhovnik, redovnik, benediktinec (1803, Trstenik – 1864, Sv. Jurij, Avstrija)
- Simon Klančnik, teolog, duhovnik (1810, Kranj – 1844, Ljubljana)
- Jernej Knafelj, duhovnik, pridigar, protestant, v Kranju je nasledil Gašperja Rokavca (ok. 16. st. – ok. 17. st.)
- Frančišek Krek, duhovnik, pesnik, nižjo gimnazijo je obiskoval v Kranju (1858, Selca – 1921, Vranja Peč)
- Josip Lavtižar, duhovnik, skladatelj, pisatelj, zgodovinar, potopisec (1851, Kranjska Gora – 1943, Rateče)
- Alfonz Levičnik, katehetski pisec, duhovnik (1869, Postojna – 1966, Kranj)
- Janez Jakob Olben, matematik, duhovnik, redovnik, avguštinec (1643, Kranj – 1725, Sankt Florian, Avstrija)
- Koloman de Manswerd, župnik (ok. 14. st. – 1434, Kranj)
- Franc Perne, duhovnik, nabožni pisatelj, zgodovinar (1861, Povlje – 1935, Ljubljana)
- Janez Nikolaj Pogačnik, duhovnik, slikar (1678, Klanec – 1755, Kranj)
- Lovrenc Pogačnik, teolog, pridigar, duhovnik, redovnik, jezuit (1698, Kranj – 1768, Zagreb)
- Lovro Rakovec, publicist, duhovnik (1832, Zabukovje – 1903, Draga, Trst)
- Matevž Ravnikar Poženčan, duhovnik, zbiralec ljudskega blaga, pesnik (1802, Poženik – 1864, Predoslje)
- Gašper Rokavec, protestantski pridigar, duhovnik (? – 1565, Kranj)
- Jožef Rozman, duhovnik, nabožni pisatelj, pedagoški pisec (1812, Stražišče pri Kranju – 1874, Arclin)
- Ivan Sadar, duhovnik, pesnik (1890, [[Bukovica – 1926, Ljubljana)
- Janez Jakob Schilling, duhovnik, generalni vikar, kanonik (1664, Ljubljana – 1754, Kranj)
- Valter Schmid, arheolog, etnograf, čebelar, duhovnik, redovnik, benediktinec (1875, Kranj – Gaštej – 1951, Gradec)
- Dragotin Simandl, narodni buditelj, slovničar, duhovnik (1828, Videm – 1864, Kranj)
- Adam Skalar, duhovnik, nabožni pisec, prevajalec (? – 1658, Stražišče pri Kranju)
- Avguštin Sluga, šolnik, duhovnik, redovnik, cistercijan (1753, Ljubljana – 1842, Kranj)
- Matija Smolej, duhovnik, nabožni pisatelj (1829, Tržič – 1871, Dobrepolje)
- Frančišek Ksaverij Steržaj, duhovnik in pisatelj (1878, Rakek – 1922, Koprivnik v Bohinju)
- Jožef Sušnik, urednik, skriptor, duhovnik (1779, Šmarjetna Gora – 1816, Hotedršica)
- Andrej Šifrer (pater Vincenc), misijonar (1845, Srednje Bitnje, Kranj – 1929, Collegeville, ZDA)
- Matija Škerbec, duhovnik, politik, publicist (1886, Stari trg pri Ložu – 1963, Cleveland)
- Filip Terpin, generalni vikar, generalni vizitator, duhovnik (med 1603 in 1604, Selca – 1683, Kranj – Šmartin)
- Dušan Tomše, teolog, prevajalec (1930, Ljubljana – 1986, Ljubljana)
- Jernej Vidmar, duhovnik, škof (1802, Kranj – 1883, Kranj)
- Janez Vizintin, duhovnik, kapucin, pridigar (1735, Kranj – 1790, Bohinj)
- Joža Vovk, duhovnik, književnik in prevajalec (1911, Češnjica pri Kropi – 1957, Zgornje Jezersko)
- Pavel Wiener, evangeličanski duhovnik, kanonik, škof (ok. 1495, Kranj – 1554, Sibiu, Romunija)
- Joannes von Werd de Augusta, miniaturist, iluminator (k. 15 st.)
- Stanislav Zidar, župnik, dekan, prelat (1942, Sušje)

## Politika, uprava in pravo
- Ivan Bertoncelj, politik, partizan, direktor, član OK KPS Kranj (1908, Zgornja Dobrava, Radovljica – 1965, Kranj)
- Janez Bleiweis, politik, veterinar, publicist, vitez (1808, Kranj – 1881, Ljubljana)
- Pavel Bizjak, delavski voditelj, politik, partizan (1891, Čahorče – 1988, Borovlje)
- Miran Bogataj, pravnik, brigadir, veteran vojne za Slovenijo (1948, Brežice – 2012, Kranj)
- Mohor Bogataj, župan, gospodarstvenik, bivši župan Mestne občine Kranj (1956, Jesenice)
- Rado Bohinc, pravnik, profesor, politik, minister, doktor znanosti (1949, Trboje pri Kranju)
- Alenka Bratušek, slovenska političarka, prva predsednica Vlade RS (1970, Celje)
- Janez Brodar, predsednik pokrajinskega odbora (1885, Hrastje – 1969, Špital na Dravi, Avstrija)
- Duša Trobec Bučan, ministrica, državna sekretarka, pravnica, političarka (1958, Kranj)
- Matej Čujovič, sodnik, igralec (1976, Kranj)
- Janez Frelih, podžupan, magister znanosti, direktor podjetij, vodja gradbišč za Gorenjsko (1942, Zgornja Sorica v Selški dolini)
- Anton Globočnik pl. Sorodolski, pravnik, upravni uradnik, politik, narodni buditelj, 1849 praktikant pri okrajnem sodišču (1825, Železniki – 1912, Dunaj)
- Viktor Globočnik, politik, pravnik (1852, Tržič – 1898, Kranj)
- Fran Geiger, pravnik (1862, Kranj – 1896, Furlanija - Julijska krajina, Italija)
- Ivan Gogala, pravnik, notar (1850, Kranj – 1901, Ljubljana)
- Peter Grasselli, vitez, politik, pravnik, gospodarstvenik, narodni buditelj (1841, Kranj – 1933, Ljubljana)
- Branko Grims, politik, poslanec, geolog, politolog (1962, Kranj)
- Josip Hacin, pravnik, odvetnik, pisatelj, (1881, Češnjevek – 1957, Ljubljana)
- Vinko Hafner, politik, komunist, partizan, častnik, politični komisar, prvoborec (1920, Stražišče pri Kranju – 2015, ?)
- Bojan Homan, podžupan, podjetnik, politik, 2004–2011 je bil podžupan Mestne občine Kranj (1969, Kranj)
- Evgen Jarc, politik, 1901–1908 med ustanovitelji prosvetnega društva Kranj (1878, Novo mesto – 1936, Ljubljana)
- Jelko Kacin, politik, obramboslovec, publicist, živi v Spodnji Besnici pri Kranju (1955, Celje)
- Anton Koblar, zgodovinar, politik (1854, Železniki – 1928, Kranj)
- Martin Košir, župan, politik, partizan (1926, Goriče, Kranj – 2016, Golnik)
- Anton Levec, pravnik, publicist (1852, Radomlje – 1936, Ljubljana)
- Nada Mihajlović, podžupanja, košarkarica, rojena v znani kranjski športni družini (1947, Ljubljana)
- Igor Peček, politik, poslanec (1964, ?)
- Ciril Pirc, politik, župan (1865, Kranj – 1941, Ljubljana)
- Valentin Pleiweis, bančnik (1814, Kranj – 1881, Dunaj)
- Ferdinand Pogačnik, pravnik (1839, Kranj – 1888, Dunaj)
- Jakob Prešern, doktor prava, planinski pisatelj, potopisec v letih 1888–1975 sodnik (1888, Begunje na Gorenjskem – 1975, Begunje na Gorenjskem)
- Ivan Perne, diplomat, pravnik (1889, Povlje, Golnik – 1933, Ženeva, Švica)
- Jožica Puhar, veleposlanica, pravnica, socialoginja, ministrica (1942, Kranj – 2024)
- Karel Alojzij Raab, sodni svetnik, sodnik v Kranju, dober prijatelj Prešerna (1814, ? – 1874, ?)
- Matjaž Rakovec, gospodarstvenik, kranjski župan (1964, Kranj)
- Robert Schrey-Redlwerth pl., politik (1838, Kranj – 1893, Ljubljana)
- Franc Skaberne, pravnik, odvetnik (1877, Kranj – 1951, Ljubljana)
- Karel Šavnik mlajši, pravnik (1874, Kranj – 1928, Ljubljana)
- Ivo Šorli, pravnik, pisatelj, pesnik (1877, Podmelec – 1958, Ljubljana)
- Ivo Štempihar, pravnik, odvetnik, politični delavec, publicist (1898, Kranj – 1955, Jesenice)
- Juri Štempihar, pravnik (1891, Kranj – 1978, Kranj)
- Valentin Štempihar, odvetnik, publicist (1851, Olševek – 1921, Kranj)
- Zoran Thaler, slovenski politik, mednarodni politolog, diplomat, podjetnik (1962, Kranj)
- Lovro Toman, politik, pesnik, praktikant pri okrajnem sodišču (1827, Kamna Gorica – 1870, Rodau pri Dunaju)
- Teodor Tominšek, pravnik, sodnik (1902, Kranj – 1996, Ljubljana)
- Aleks Leo Vest, politik, državni sekretar Republike Slovenije, lastnik graščine v Stražišču (1944, ?)
- Josip Žontar, zgodovinar, pravnik (1895, Jesenice – Sava – 1982, Kranj)
- Anton Žun, pravnik, sociolog (1917, Lovran, Hrvaška – 1978, Kranj)

## Šport

### Alpsko smučanje
- Majda Ankele Samaluk, alpska smučarka (1940, Kranj)
- Nataša Blažič, alpska smučarka (1964, Kranj)
- Bojan Križaj, alpski smučar (1957, Kranj)
- Andreja Leskovšek, alpska smučarka (1965, Kranj)
- Gašper Markič, alpski smučar (1986, Kranj)
- Rok Perko, alpski smučar (1985, Kranj)
- Slava Zupančič, alpska smučarka, olimpijka (1931, Kranj – 2000, Ljubljana)

### Atletika
- Jože Hladnik, atletski sodnik (1929, Borovnica – 2015, (Kranj)
- Žana Jereb, atletinja (1984, Kranj)
- Roman Kejžar, atlet (1966, Kranj)
- Brigita Langerholc, atletinja, olimpijka (1976, Kranj)
- Matic Osovnikar, atlet, slovenski rekorder v šprintu (1980, Kranj)

### Hokej
- Jaka Ankerst, hokejist (1989, Kranj)
- Jan Berčič, hokejist (1990, Kranj)
- Metod Bevk, hokejist (1984, Kranj)
- Jernej Čerin, hokejist (1987, Kranj)
- Tadej Čimžar, hokejist (1992, Kranj)
- Anže Gogala, hokejist (1986, Kranj)
- Boštjan Goličič, hokejist (1989, Kranj)
- Žiga Jeglič, hokejist (1988, Kranj)
- Domen Jemec, hokejist (1986, Kranj)
- Nejc Japelj, hokejist (1985, Kranj)
- Tim Jurajevčič, hokejist (1984, Kranj)
- Gabrijel Kalan, hokejist (1986, Kranj)
- Jure Košnik, hokejist (1985, Kranj)
- Jure Kozjek, hokejist (1982, Kranj)
- Anže Krivec, hokejist (1983, Kranj)
- Anže Kuralt, hokejist (1991, Kranj)
- Anže Markovič, hokejist (1985, Kranj)
- Jakob Milovanovič, hokejist (1984, Kranj)
- Klemen Mohorič, hokejist (1975, Kranj)
- Žiga Pavlin, hokejist (1985, Kranj)
- Aleš Remar, hokejist (1983, Kranj)
- Peter Rožič, hokejist (1974, Kranj)
- Jure Stopar, hokejist, floorballist (1986, Kranj)
- Anže Terlikar, hokejist (1980, Kranj)

### Kolesarjenje
- Janez Lampič st., kolesar, olimpijec (1963, Kranj)
- Luka Mezgec, kolesar (1988, Kranj)
- Matej Mohorič, kolesar (1994, Kranj)
- Jan Polanc, kolesar (1992, Kranj)
- Bojan Ropret, kolesar, olimpijec, organizator dela (1957, Kranj)
- Tadej Valjavec, kolesar (1977, Kranj)

### Košarka
- Zarja Černilogar, gorska kolesarka (1989, Kranj – 2016, Kamnik)
- Gregor Fučka, košarkar (1971, Kranj)
- Domen Lorbek, košarkar, reprezentant Slovenije (1985, Kranj)
- Marko Milič, košarkar (1971, Kranj)
- Sandra Piršić, košarkarica (1984, Kranj)
- Miha Zupan, košarkar (1982, Kranj)

### Nogomet
- Siniša Brkić, nogometaš, trener, športni direktor (1971, ?)
- David Bunderla, nogometaš (1987, Kranj)
- Matjaž Florijančič, nogometaš (1967, Kranj)
- Josip Iličić, nogometaš (1988, Prijedor)
- Bojan Jokić, nogometaš (1986, Kranj)
- Aleš Mejač, nogometaš (1983, Kranj)
- Aleš Mertelj, nogometaš (1987, Kranj)
- Igor Nenežić, nogometaš (1984, Kranj)
- Miran Pavlin, nogometaš (1971, Kranj)
- Jalen Pokorn, nogometaš (1979, Kranj)
- Aleksandar Radosavljević, nogometaš (1979, Kranj)
- Rajko Tavčar, nogometaš (1974, Kranj)

### Plavanje
- Urša Bežan Petrič, plavalka (1994, Kranj)
- Vlado Brinovec, plavalec, infektolog (1941, Kranj – 2006, ?)
- Alenka Kejžar, plavalka (1979, Kranj)
- Nika Kozamernik, plavalka (1986, Kranj)
- Sara Isaković, plavalka, olimpijka (1988, Kranj)
- Mia Krampl, plezalka, olimpijka (2000, Kranj)
- Marko Milenkovič, plavalec (1976, Kranj)
- Borut Petrič, plavalec (1961, Kranj)
- Darjan Petrič, plavalec, športnik, informatik (1964, Kranj)
- Tanja Šmid, plavalka (1990, Kranj)
- Robert Žbogar, plavalec, olimpijec (1989, Kranj)

### Plezanje in alpinizem
- Tomo Česen, športni plezalec, alpinist (1959, Kranj)
- Nadja Fajdiga, alpinistka, elektroinženirka, učiteljica (1926, Kranj – 1989, Ljubljana)
- Jurij Hladnik, alpinist, strojnik (1984, Kranj)
- Janko Majdič, planinec, podjetnik, trgovec, utemeljitelj Prešernove koče na Stolu (1870, Kranj – 1906, Kranj)
- Andrej Štremfelj, alpinist, prvi Slovenec na Mount Everestu (1956, Kranj)
- Marija Štremfelj, alpinistka, prva Slovenka na Mount Everestu, profesorica (1957, Kranj)
- Nejc Zaplotnik, alpinist, pisatelj (1952, Kranj – 1983, Manaslu, Himalaja)

### Smučarski skoki
- Brane Benedik, smučarski skakalec (1960, Kranj)
- Jure Bogataj, smučarski skakalec (1985, Kranj)
- Nejc Dežman, smučarski skakalec (1992, Kranj)
- Peter Eržen, smučarski skakalec (1941, Kranj)
- Urban Franc, smučarski skakalec (1975, Kranj)
- Jaka Grosar, smučarski skakalec (1978, Kranj)
- Tamara Kancilija, smučarska skakalka (1987, Kranj)
- Barbara Klinec, smučarska skakalka (1994, Kranj)
- Robert Kranjec, smučarski skakalec (1981, Ljubljana)
- Urška Lampret, smučarska skakalka, teologinja (1987, Kranj)
- Marjan Mesec, smučarski skakalec, olimpijec (1947, Kranj)
- Mitja Mežnar, smučarski skakalec (1988, Kranj)
- Tomaž Naglič, smučarski skakalec (1989, Kranj)
- Bine Norčič, smučarski skakalec (1981, Kranj)
- Primož Peterka, smučarski skakalec, član kluba Triglav Kranj (1979, Ljubljana)
- Cene Prevc, smučarski skakalec (1996, Kranj)
- Domen Prevc, smučarski skakalec (1999, Kranj)
- Peter Prevc, smučarski skakalec (1992, Kranj)
- Peter Štefančič, smučarski skakalec (1947, Kranj)
- Janez Štirn, smučarski skakalec (1966, Kranj)
- Rok Zima, smučarski skakalec (1988, Kranj)
- Matjaž Zupan, smučarki skakalec, trener (1966, Kranj)

### Tek na smučeh in biatlon
- Tadeja Brankovič Likozar, biatlonka (1979, Kranj)
- Alenka Čebašek, smučarska tekačica (1989, Kranj)
- Vesna Fabjan, smučarska tekačica, olimpijka (1985, Kranj)
- Tomas Globočnik, olimpijec, smučarski tekač, biatlonec (1972, Kranj)
- Janez Gorjanc, nordijski kombinatorec (1948, Kranj)
- Barbara Jezeršek, smučarska tekačica, olimpijka (1986, Kranj)

### Drugi športi
- Miroslav Ambrožič, telovadec, športni pisec, tiskar (1885, Kranj – 1944, Ljubljana)
- Boris Benedik, kegljač, športnik (1966, Kranj)
- Anže Berčič, kanuist (1990, Kranj)
- Iztok Čop, veslač, športni trener (1964, Kranj)
- Rok Flander, deskar na snegu, olimpijec (1979, Kranj)
- Matej Gaber, rokometaš (1991, Kranj)
- Jože Javornik, trener, športnik, gospodarstvenik, finančnik, 1990–2000 načelnik za finance na MOK (1935, Kranj)
- Blaž Kajdiž, veslač (1977, Kranj)
- Juš Markač, karateist (1993, Kranj)
- Branko Mirt, športni padalec (1958, Kranj)
- Dušan Mravlje, ultramaratonec (1953, Kranj)
- Neža Mravlje, maratonka, fizioterapevtka (1979, Kranj)
- Uroš Nastran, motociklični dirkač (1986, Kranj)
- Bojan Novak, balinar (1971, Kranj)
- Mateja Pintar, olimpijka, namiznoteniška igralka (1985, Kranj)
- Urša Pintar, cestna kolesarka (1985, Kranj)
- Blaž Potočnik, kickbokser, svetovni prvak, trener (1986, ?)
- Tjaša Ristić, karateistka (1993, Kranj)
- Milan Rogelj, športni pedagog, trener in predsednik otroških migrantov (1960, ?)
- Evgen Sajovic, športni pisec, telovadec (1880, Kranj – 1916, Ljubljana)
- Maja Sajovic, padalka (1975, Kranj)
- Ludvik Starič, motociklistični dirkač, zaposlen pri veletrgovcu Savniku kot poklicni šofer, odprl je mehanično delavnico v Kranju (1906, Mirna Peč – 1989, Ljubljana)
- Luka Špik, veslač, olimpijec, osebni trener (1979, Kranj)
- David Špiler, rokometaš, reprezentant Slovenije (1983, Kranj)
- Peter Šumi, športnik, telovadec, podjetnik (1895, Kranj – 1981, Dunaj)
- Boris Urbanc, kegljač, profesor (1957, Goriče, Golnik)
- Jošt Zakrajšek, kajakaš na mirnih vodah, kanuist na divjih vodah (1983, Kranj)
- Uroš Zorman, rokometaš (1977, Kranj)

## Vojska
- Danimir Ažman – Črtomir, borec Prešernove brigade (1921, Ljubljana – 1943, Lajše)
- Aleksandr Bubnov Dmitrijevič, pomorščak, vojaški častnik, profesor (1883, Varšava, Poljska – 1963, Kranj)
- Ivan Kern, vojaški častnik, politik, pomorščak, gimnazijo je obiskoval v Kranju (1898, Žužemberk – 1991, Ljubljana)
- Metod Koch, kontraadmiral (1874, Kranj – 1952, Trst)
- Rudolf Maister, general, pesnik, borec za severno mejo (1874, Kamnik – 1934, Unec pri Rakeku)
- Franc Mrak, aktivist NOV, partizan (Kokrica, Kranj 1907 – 1942, dolina Drage)
- Cilka Odar – Tatjana, partizanka, aktivistka NOB (1919, Brdo pri Radovljici – 1945, Lajše)
- Bojan Potočnik, vojaški častnik, policist, ataše, veteran vojne za Slovenijo, doktor znanosti (1954, Kranj)
- Franc Puhar – Aci, partizan, politik, gospodarstvenik (1926, Kranj – 2004, Breg, Preddvor)
- Vida Šinkovec – Janina, partizanka, aktivistka NOB (1925, Kranj – 1945, Lajše)

## Zdravstvo
- Martin Benedik, zdravnik, kirurg, vodja oddelka za pljučno kirurgijo na Golniku (1910, Stražišče pri Kranju – 1999, Ljubljana)
- Jože Bežek, zdravnik, pesnik, v Kranju imel privatno ordinacijo (1899, Škofja Loka – 1968, Ljubljana)
- Žiga Bučar, zdravnik (1830, [[Ljubljana – 1879, Stražišče pri Kranju)
- Ivan Cof, zdravnik, direktor, 1956–1964 je bil direktor Zdravstvenega doma Kranj (1921, Ljubljana – 1968, Izola)
- Božidar Fajdiga, zdravnik, lovec, zdravnik splošne prakse v Kranju (1887, Ljubljana – 1966, Kranj)
- Darja Fettich, zdravnica, pediatrinja, doktorica znanosti, mladost je preživela v Kranju (1923, Škofja Loka – 1999, Ljubljana)
- Bojan Fortič, zdravnik, ftiziolog, direktor, profesor, doktor znanosti, direktor bolnišnice Golnik (1921, Idrija – 2009, Ljubljana)
- Tomaž Furlan, zdravnik ftiziolog, publicist, urednik (1901, Verd – 1960, Ljubljana)
- Anton Hayne, veterinar, slikar (1786, Kranj – 1853, Dunaj)
- Matija Horvat, internist, zdravnik, gornik, zaposlen v Zdravstvenem domu Kranj (1935, Škofja Loka – 2014, ?)
- Frank Javh Kern, zdravnik, urednik, pisatelj (1887, Breznica pod Lubnikom – 1977, Cleveland, Ohio, ZDA)
- Daniel Kikelj, farmacevt (1954, Jesenice, gimnazija v Kranju)
- Kljukec, ranocelnik (ok. 1652, Jama – 1697, Ljubljana)
- Jurij Kurillo, zdravnik, fotograf in prevajalec (1933, Ljubljana)
- Robert Neubauer, zdravnik, ftiziolog, direktor, vodja golniškega zdravilišča za tuberkulozo (1895, Dunaj, Avstrija – 1969, Ljubljana)
- Franc Novak, ginekolog, porodničar, partizan, profesor (1908, Kranj – 1999, Ljubljana)
- Marjan Pajntar, porodničar, ginekolog, psiholog, psihoterapevt, vodja porodniškega oddelka v Kranju (1932, Ljubljana)
- Damijan Perne, zdravnik, psihiater, politik, igralec, nekdajnji župan (1968, Kranj)
- Drago Petrič, zdravnik, trener, športnik (1935, Ljubljana – 2006, Ljubljana)
- Karel Petrič, zdravnik, humanist, direktor, partizan (1900, Jesenice – 1944, Dolenja Trebuša)
- Tomaž Pirc, zdravnik (1813, Kranj – 1880, Tržič)
- Florijan Sentimer, zdravnik (1786, Kranj – 1836, Rusija)
- Janez Jožef Stroj, zdravnik (?, Britof pri Podbrezju – 1828, Kranj)
- Simon Strupi, veterinar (1812, Čirče – 1880, Praga)
- Leo Šavnik, ginekolog, radiolog, visokošolski učitelj (1897, Kranj – 1968, Ljubljana)
- Karel Šavnik st., župan, lekarnar (1840, Kranj – 1922, Kranj)
- Pavel Šavnik, dermatonevrolog (1882, Kranj – 1924, Zagreb)
- Sebastijan Šavnik, farmacevt, lekarnar, župan (1801, Mače, Koroška – 1885, Kranj)
- Jurij Šorli, zdravnik internist, direktor, doktor znanosti, profesor, 41 let delovne dobe je opravil na Golniku (1942, Ljubljana)
- Branko Štangl, zdravnik, ftiziolog, partizan, profesor, 1954–1990 je delal na Inštitutu za pljučne bolezni in tuberkulozo na Golniku (1920, Dvor pri Šmihelu, Avstrija – 2011, Kranj)
- Lovro Tepina, veterinarski pisec, kinolog (1882, Stražišče pri Kranju – 1925, Ljubljana)
- Gregor Voglar pl., zdravnik (1651, Naklo – 1717, Kranj)
- Josip Vošnjak, zdravnik, politik, dramatik, 1861 zdravnik v Kranju (1834, Šoštanj – 1911, Višole pri Slovenski Bistrici),
- Franc Zupanc, zdravnik (1853, Kranj – 1922, Ljubljana)
- Zvonka Zupanič Slavec, zdravnica, profesorica, humanistka, doktorica znanosti, publicistka, zgodovinarka (1958, Maribor)

## Gospodarstvo
- Franc Babič, trgovec (1868, Kranj  – 1913, Ljubljana)
- Jože Basaj, gospodarstvenik (1887, Suha pri Predosljah – 1973, Šentjakob)
- Janez Beravs, gospodarstvenik, generalni direktor tovarne Sava (1923, Ladja – 1996, Kranj)
- Nikolaj Bevk, gospodarstvenik, član sveta Mestne občine Kranj (1942, Kranj – 2004, Bled)
- Janez Bohorič, direktor, gospodarstvenik, kemik, direktor podjetja Sava Trade Kranj (1942, Tržič)
- Zvone Černe, gospodarstvenik, tekstilec, tehnični direktor v Inteksu (Tekstilindus) (1927, Jesenice – 2007, Kranj)
- Karel Florian, podjetnik, narodno zaveden meščan (1809, Kranj – 1877, Kranj)
- Izidor Gašperlin, ekonomist, psihoterapevt, specialist zakonske in družinske terapije, fotograf (1963, Kranj)
- Josipina Hočevar, podjetnica, mecenka, dobrotnica, otroštvo je preživela pri starih starših v Stražišču pri Kranju (1824, Radovljica – 1911, Krško)
- Dušan Horjak, gospodarstvenik, direktor Tiskanine Kranj, direktor Tekstilindusa, ustanovitelj Gorenjske turistične zveze v Kranju (1920, Ljubljana – 1979, Ljubljana)
- Janez Khisl (Janž Kiesel), baron, veleposestnik, kulturni mecen (ok. 1530, Ljubljana – ok.1593, ?)
- Konrad Lokar, podjetnik, župan, narodni buditelj (1803, Kranj – 1875, Kranj)
- Franc Oman, gospodarstvenik (1902, Stražišče pri Kranju – 1987, Kranj)
- Viljem Požgaj, podjetnik, založnik in knjigovez  (1879, Ljubljana – 1951, Kranj)
- Ivan Savnik, trgovec, industrialec  (1879, Trebež – 1950, ?)
- Mihael Angelo Pagliaruzzi, vitez s Kieselsteina, tovarnar (1788, Stražišče pri Kranju – po 1856, ?)
- Natalis Pagliaruzzi, vitez s Kieselsteina, zdravnik, tovarnar, župan  (1746, Kobarid – 1832, Kranj)
- Sigismund Pagliaruzzi, vitez s Kieselsteina (1792, Kranj – 1855, Ljubljana)
- Mihael Pakič, trgovec (1827, Ljubljana  – 1889, Stražišče pri Kranju)
- Konrad Pleiweiss, trgovec (1816, Kranj – 1865, Kranj)
- Valentin Pleiweiss st., podjetnik, trgovec (1785, Kranj – 1866, Kranj)
- Andrej Polenec, gospodarstvenik, športnik (1945, Kranj)
- Natalija Polenec, direktorica Zavoda za turizem Kranj, arhitektka (1965, Kranj)
- Karel Pollak, veletrgovec, tovarnar (1853, Kranj – 1937, Ljubljana)
- Franjo Sirc, trgovec, industrialec (1891, Kranj – 1950, Ljubljana)
- Bruno Skumavc, gospodarstvenik, lovec, gimnazija v Kranju (1927,  Bela Peč, Trbiž, Italija – 2011, Ljubljana)
- Josip Slavec, gradbenik in podjetnik (1901, Tacen – 1978, Kranj)
- Fidelis Terpinc, industrialec, podjetnik (1799, Kranj – 1875, Ljubljana)
- Blaž Terpinc, trgovec (1759, Bled – 1836, Kranj)
- Ivan Tominc, tekstilec, sindikalist (1911, Hrušica – 1942, okolica Vipave)
- Črtomir Zorec, tekstilni strokovnjak, publicist (1907, Stična – 1991, Zgornja Besnica)

## Gostinstvo
- Anton Arvaj, mesar, podjetnik (1939, Britof, Kranj)
- Ivana Arvaj, podjetnica, gostinka, poslovodja gostišča Arvaj (1946, Kranj)
- Uroš Gorjanc, chef gostilne Krištof v Predosljah (neznano)
- Karim Merdjadi, chef v Atelier Karim, živi v Kranju (neznano)
- Jože Oseli, vodja strežbe, svetovalec za kulinariko, vodja gostinstva, direktor, predavatelj, mednarodni sodnik za kulinariko, bil je vodja protokolarne strežbe na Gradu Brdo pri Kranju (1949, Medvode)
- Andrej Šegš, kuhar, vajeništvo je opravljal v hotelu Jelen v Kranju (1947, Zdole, Krško)
- Bine Volčič, chef de cuisine, lastnik restavracije Monstera bistro (1980, Kranj)
- Jorg Zupan, chef v restavraciji Atelje, podjetnik (1987, Kranj)

## Drugo
- Ivan Bajželj, telesnokulturni pedagog, publicist (1877, Kranj – 1937, Ljubljana)
- Vinko Božič, komercialist (1921, Kranj – 1986, Umag, Hrvaška)
- Ivan Cof, lovec, posestnik, med ustanovitelji gasilskega društva Kranj, ustanovitelj Cofišča (1856, Kranj – 1938, Kranj)
- Vasja Doberlet, elektroinženir, fotograf, dolgoletni predsednik Fotografskega društva Janez Puhar Kranj (1946, Ljubljana)
- Janez Friderik Egger, tiskar, založnik (1735, Saška – 1799, Ljubljana)
- Andraž Jakelj, direktor Psihiatrične bolnišnice Ormož, član številnih svetov (1982, Kranj)
- Franc Emmer (Fanouš), inženir rudarstva, organizator četniškega gibanja (1918, Kranj – 1941, Ljubljana)
- Stojan Globočnik, gradbenik, profesor (1895, Kranj – 1985, Ljubljana)
- Gregor Jereb, novinar, publicist (1845, Dolenja Ravan – 1893, Trst)
- Štefan Kadoič, ekonomist, predavatelj, dekan, podžupan, družbenopolitični delavec, magister znanosti, konstruktor v Iskri Kranj (1933, Zagorje ob Savi)
- Milan Klemenčič, policist, veteran vojne za Slovenijo, bil je inšpektor za vojne in posebne enote milice na UNZ Kranj (1959, Žiberce pri Gornji Radgoni)
- Fortunat Lužar, zbiralec ljudskega blaga, 1920 v Kranju šolski nadzornik (1870, Velike Lašče – 1939, Ljubljana)
- Peter Majdič st., mlinar, l. 1884 je kupil stari mlin v Kranju (1823, Jarše pri Mengšu – 1908, Jarše pri Mengšu)
- Vinko Majdič, mlinar, gospodarstvenik, upravni svetnik železnice Kranj-Tžič (1858, Jarše pri Mengšu – 1924, Kranj)
- Ivan Baptist Mayer, poštar, knjigar (ok. 1749, ? – 1806, Kranj)
- Tia Paynich, modna oblikovalka, scenaristka, pisateljica (1980, Kranj)
- Albin Pogačnik, tiskar, založnik, zbiralec, častni predsednik Numizmatičnega društva *Slovenije (1915, Budimpešta – 2014, Kranj)
- Ludvik Pogačnik, tiskar, telovadec (1918, Budimpešta – 1944, Na Logu)
- Tone Polenec, letalec (1942, Kranj – 2004, Kranj)
- Marijan Prosen, astronom, profesor, publicist, po upokojitvi živi v Kranju (1937, Brežice)
- Janez Puhar, izumitelj fotografije na steklo, duhovnik, fotograf (1814, Kranj – 1864, Kranj)
- Vladimir Ravnik, botanik, profesor, ilustrator (1924, Kranj – 2017, ?)
- Davorin Savnik, industrijski oblikovalec (1929, Kranj – 2014, Kranj)
- Janez Kristijan Rieser, zvonar v Kranju 1743–75 (? – ?)
- Ivan Selan, kartograf samouk (1902, Savlje – 1981, Suhadole)
- Viktor Skaberne, gradbenik (1878, Kranj – 1956, Ljubljana)
- Jožef Sterger, lovski pisec, notar (1817, Šentrupert – 1899, Kranj)
- Srečko Šabec, mlekarski strokovnjak (1894, Pivka – 1981, Kranj)
- Franc Šifrer (Kozinov oča), župan (1839, Srednje Bitnje – 1931, Srednje Bitnje)
- Ljubinka Šimunac, knjižničarka, učiteljica, direktorica, nekdanja direktorica Mestne knjižnice Kranj (1916, Kruševac – 2015, Kranj)
- Jožef Škarja, cesarski krajevni poštar, mestni sodnik, vodja zemljiške knjige 1822–1833, l. 1809 je prevzel kranjsko poštno postajo od Emanuela Mayerja (1792, ? – 1861, Kranj)
- Ivan Šusteršič, kranjski deželni glavar(1863, Ribnica – 1925, Ljubljana)
- Franc Terseglav, časnikar, urednik, esejist, prevajalec (1882, Ljubljana – 1950, Ljubljana)
- Hieronim Ullrich, gozdarski strokovnjak (1811, Horni Orlice, Češka – 1866, Kranj)
- Angela Vadnal, agronomka, statističarka (1917, Kranj – 1994, Ljubljana)
- Fran Vilfan, navtik (1874, Stražišče pri Kranju – 1931, Nica, Francija)
- Primož Žontar, čebelar, rezbar (1858, Sv. Duh – 1934, Kranj)